# Priscilla Morrill
Priscilla Morrill (Medford (Massachusetts), 4 juni 1927 - Los Angeles (Californië), 9 november 1994) was een Amerikaans actrice, die vele rollen speelde, vooral gastrollen in televisieseries. Zo was ze onder meer te zien in All in the Family, The Golden Girls, Family Ties en Mork & Mindy. In 1994 overleed ze aan een nierontsteking.

## Filmografie
- Coach televisieserie - Mrs. Rizzendough (4 afl., 1989, 1991, 2 keer 1992)
- Blossom televisieserie - Mrs. Whiting (Afl., School Daze, 1991)
- Newhart televisieserie - Marian 'Mary' Vanderkellen (7 afl., 1985-1989)
- CBS Summer Playhouse televisieserie - Miss Gordon (Afl., Shivers, 1989)
- MacGyver televisieserie - Helen Wilson (Afl., D.O.A.:MacGyver, 1987)
- Santa Barbara televisieserie - Mother Isabel (Afl. onbekend, 1986)
- The Golden Girls televisieserie - Lucille Beatty (Afl., In a Bed of Rose's, 1986)
- Mr. Belvedere televisieserie - Esther Halsey (Afl., The Baby)
- Three's a Crowd televisieserie - Judge Hancock (Afl., September Song, 1985)
- Scarecrow and Mrs. King televisieserie - Margaret Brock (Afl., Spiderweb, 1985)
- St. Elsewhere televisieserie - Sister Teresa (Afl., Playing God: Part 1 & 2, 1984)
- Family Ties televisieserie - Kate Donnelly (2 afl., 1982, 1984)
- Right of Way (televisiefilm, 1983) - Mrs. Finter
- Baby Makes Five televisieserie - Edna Kearney (1983)
- Lois Gibbs and the Love Canal (televisiefilm, 1982) - Mrs. Fowler
- One Day at a Time televisieserie - Grandma Cooper (Afl., Gift Horses, 1982)
- The Patricia Neal Story (televisiefilm, 1981) - Sarah
- Bret Maverick televisieserie - Mrs. Springer (Afl., Welcome to Sweetwater, 1981)
- The People vs. Jean Harris (televisiefilm, 1981) - Juanita Edwards
- It's a Living televisieserie - Dean Pressman (Afl., Making the Grade, 1981)
- Mork & Mindy televisieserie - Mrs. Fowler (Afl., Dueling Skates, 1980)
- Marilyn: The Untold Story (televisiefilm, 1980) - Louella Parsons
- Mork & Mindy televisieserie - Miss Kalinowski (Afl., Little Orphan Morkie, 1980)
- Dorothy televisieserie - Lorna Cathcart (Afl. onbekend, 1979)
- Welcome Back, Kotter televisieserie - Mrs. Gladstone Trevors-Smythe (Afl., The Breadwinners, 1979)
- In the Beginning televisieserie - Sister Lillian (Afl. onbekend, 1978)
- Maneaters Are Loose! (televisiefilm, 1978) - Edith Waites
- The Love Boat televisieserie - Ida Snead (Afl., Taking Sides/A Friendly Little Game/Going by the Book, 1978)
- The Jeffersons televisieserie - Mrs. Fletcher (Afl., The Costume Party, 1977)
- The Pinballs (televisiefilm, 1977) - Mrs. Ramona Mason
- Murder in Peyton Place (televisiefilm, 1977) - Mae Buehler
- A Year at the Top televisieserie - Miss Worley (Afl. onbekend, 1977)
- Stick Around (televisiefilm, 1977) - Customer
- Family televisieserie - Elaine Hogan (8 afl., 1976-1977)
- Three's Company televisieserie - Mrs. Snow (Afl., And Mother Makes Four, 1977)
- All in the Family televisieserie - Kate Korman (Afl., Mr. Edith Bunker, 1976)
- Amelia Earhart (televisiefilm, 1976) - Dorothy
- The Last of Mrs. Lincoln (televisiefilm, 1976) - Elizabeth Edwards
- Eccentricities of a Nightingale (televisiefilm, 1976) - Rol onbekend
- Maude televisieserie - Judy (Afl., Rumpus in the Rumpus Room, 1975)
- All in the Family televisieserie - Bernice (Afl., Birth of the Baby: Part 2, 1975)
- Mary Tyler Moore televisieserie - Edie Grant (5 afl., 4 keer 1973, 1975)
- Cannon televisieserie - Miss Rhodes (Afl., Lady on the Run, 1975)
- Kolchak: The Night Stalker televisieserie - Griselda (Afl., The Trevi Collection, 1975)
- The Specialists (televisiefilm, 1975) - Mrs. Stinnett
- Barnaby Jones televisieserie - Mrs. Bryner (Afl., The Last Contract, 1974)
- Sara's Summer of the Swans (televisiefilm, 1974) - Aunt Willie
- Breezy (1973) - Dress Customer
- Barnaby Jones televisieserie - Deborah Meadows (Afl., The Day of the Viper, 1973)
- Cannon televisieserie - Rol onbekend (Afl., The Dead Samaritan, 1973)
- Maude televisieserie - Mrs. Bungay (Afl., Maude Takes a Job, 1973)
- All in the Family televisieserie - Sarah (Afl., Class Reunion, 1973)
- All in the Family televisieserie - Nurse (Afl., Archie in the Hospital, 1973)
- Gideon (televisiefilm, 1971) - Tirzah
- Hallmark Hall of Fame televisieserie - Tatiana Kogan (Afl., The File on Devlin, 1969)
- Mannix televisieserie - Janet Paulson (Afl., Edge of the Knife, 1968)
- Judd for the Defense televisieserie - Miriam Corning (Afl., Weep the Hunter Home, 1968)
- Judd for the Defense televisieserie - Helen Royce (Afl., The Grand Old Man, 1968)
- The Wild Wild West televisieserie - Phalah (Afl., The Night of the Undead, 1968)
- Felony Squad televisieserie - Liz McCready (Afl., Who'll Take Care of Joey?, 1967)
- The F.B.I. televisieserie - Ann King (Afl., Flight to Harbin, 1966)
- The Nurses televisieserie - Rita (Afl., The Heroine, 1965)
- The Nurses televisieserie - Phyllis Roselli (Afl., A Postcard from Yucatan, 1964)
- The Outer Limits televisieserie - Vera Finley (Afl., The Man with the Power, 1963)
- Hallmark Hall of Fame televisieserie - Rol onbekend (Afl., Dream Girl, 1955)

- International Standard Name Identifier: 0000 0001 2083 7586
- Library of Congress Control Number: no2011090351
- Virtual International Authority File: 171918187
- WorldCat: E39PBJg4pVdPgg8FJ8wXrXVHmd